# Yucca glauca
Yucca glauca és una espècie de planta de la família de les Agavàcies, les espècies integrants de la qual són natives del nord i centre d'Amèrica, i en són característiques les seves fulles en forma de roseta. Creixen a les zones àrides i, per tant, s'han adaptat a conservar l'aigua.

## Descripció i Característiques generals
Yucca glauca iuca és un arbust de fulla perenne nativa [70] que creix a 3 peus (1 m) d'altura [137]. Suporta curt, ramificació, decumbentes deriva [91] i una arrel pivotant [142,143]. Sistemes d'arrels de més de 20 peus (6 m) de profunditat es van reportar a l'est de Colorado [96]. Les arrels laterals s'estenen de 20 a 30 peus (6.9 m) [158]. Soapweed iuca dona suport 1 o 2 rizomes de gran diàmetre de la qual una xarxa de rizomes oblics més petits sobresurten, formant una estora de 4 a 24 polzades (10 a 60 cm) per sota de la superfície del sòl [160].
Soapweed iuca té simple, còncava, fulles alternes amb fibres gruixudes al llarg dels marges i un fort àpex [137]. Mida del full varia de 8 a 40 polzades (20-100 cm) de longitud i 0,2 a 0,5 polzades (0,6-1,2 cm) d'ample [91]. Les fulles sorgeixen d'un caudex llenyosa [39] i estan situats en un angle costerut que permet durant tot l'any la fotosíntesi [89]. Conductància estomàtica i la fotosíntesi neta estan adaptats per funcionar a capacitat òptima sota temperatures donades [124]. L'aparició del cap del full de iuca soapweed és contingent sobre la seva edat i precipitacions disponible [160].
Soapweed iuca té una inflorescència en raïm [57] que és gairebé sèssils 12-80 polzades (30 a 200 cm) de llarg [61], i està compost per 25 a 30 flors caiguts [137]. Les fruites són oblongues, dehiscent, dret, i aproximadament 1,2 polzades (3 cm) de llarg [61]. Flors de iuca soapweed alberguen un sol estil i 6 estams [40]. Les llavors són brillants [151], i creixen fins a 9 × 12 mm [49].
Raunkiaer [119] forma de vida:
Phanerophyte
Geòfit

## Usos - etnobotànica
Yucca glauca té un nom comú americà de soapweed que vindria a ser com "la planta del sabó". Encara que s'utilitzen fonamentalment per a la jardineria, aquesta espècie ha estat aprofitada pels indis nadius d'Amèrica i Mèxic com a detergent per a rentar la roba, els cabells o el cos. Aquest fet és gràcies al fet que tenen saponina, un element present als seus tubercles. 

## Sinònims
- Yucca glauca Nutt.
- Yucca angustifolia var. stricta
- Yucca glauca var. gurneyi
- Yucca glauca var. stricta
- Yucca stenophylla Steud.
- Yucca stricta Sims
- Yucca glauca subsp. albertana
- Yucca glauca subsp. stricta
- Yucca angustifolia Pursh
- Yucca angustifolia f. stricta

Integrated Taxonomic Information System (ITIS)
- Yucca glauca Nutt.
- Yucca angustifolia Pursh
- Yucca glauca var. glauca Nutt.
- Yucca glauca var. gurneyi McKelvey

NCBI Taxonomy
- Yucca glauca
- Yucca glauca Nutt.[1][2]